# Rivoniarättegången
Rivioniarättegången var en rättegång som ägde rum mellan 1963 och 1964 i Sydafrika under Apartheidregimen där tio ledare för ANC, inklusive Nelson Mandela, åtalades för olika brott men huvudinriktat på sabotageaktioner mot den sydafrikanska staten, vilket var belagt med dödsstraff. Mandela, som redan dömts till två års fängelse 1962, och sju övriga åtalade dömdes till livstids fängelse. Sex av dem började avtjäna straffet på ön Robben Island, medan Denis Goldberg sändes till det vita Pretoria Central Prison. Lionel Bernstein och James Kantor friades, och Bob Hepple hade frisläppts under förhandlingens gång i brist på bevisning.